# یواس‌اس دیکنز (ای‌پی‌ای-۱۶۱)
یواس‌اس دیکنز (ای‌پی‌ای-۱۶۱) (به انگلیسی: USS Dickens (APA-161)) یک کشتی بود که طول آن ۴۵۵ فوت (۱۳۹ متر) بود. این کشتی در سال ۱۹۴۴ ساخته شد.